# 梅尼勒苏维埃纳
梅尼勒苏维埃纳（法語：Mesnil-sous-Vienne，法語發音：[mɛnil su vjɛn]）是法国厄尔省的一个市镇，位于该省东北部，属于莱桑德利区。

## 地理
梅尼勒苏维埃纳（49°23'9"N, 1°40'2"E）面积5.72 平方千米，位于法国诺曼底大区厄尔省，该省份为法国北部内陆省份，北起滨海塞纳省，西接奧恩省和卡爾瓦多斯省，南至厄尔-卢瓦省，东临瓦兹省、瓦兹河谷省和伊夫林省。
与梅尼勒苏维埃纳接壤的市镇（或旧市镇、城区）包括：贝聚拉福雷、布什维利耶、隆尚、迈讷维尔、马尔塔尼。

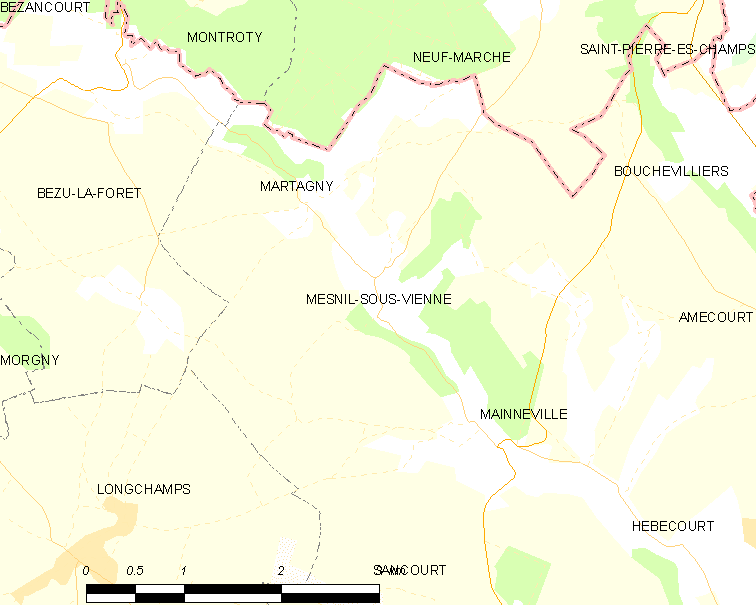
梅尼勒苏维埃纳的OSM定位图

梅尼勒苏维埃纳的时区为UTC+01:00、UTC+02:00（夏令时）。

## 行政
梅尼勒苏维埃纳的邮政编码为27150，INSEE市镇编码为27405。

## 政治
梅尼勒苏维埃纳所属的省级选区为昂代勒河畔罗米伊县。

## 人口

1962-2008年间梅尼勒苏维埃纳人口变化图示

梅尼勒苏维埃纳于2022年1月1日时的人口数量为101人。